# اله وردي كندي
اله‌ وردي كندي هي قرية في مقاطعة بل دشت، إيران. يقدر عدد سكانها بـ 543 نسمة بحسب إحصاء 2016.